# Gonoporo
Un gonoporo es una protuberancia genital que forma parte de la anatomía de múltiples invertebrados. Los hexápodos tienen un miembro a excepción de las efémeras con dos. En el caso de las hembras de esta última, es la obertura de las huevas mientras que en el de los machos es un conducto eyaculador. 
La posición de los gonoporos varían dependiendo de los grupos permitiendo saber la "zona media" del cuerpo. En los malacostráceos se encuentra en el sexto segmento torácico, en los sínfilos en la cuarta y en los arácnidos en la segunda parte del opistosoma.
En el caso de los insectos y quilópodos los gonoporos se encuentran más próximos a la cola mientras que en los diplópodos en la cabeza.
En los decápodos sirve para identificar el género biológico (por ejemplo de los cangrejos). El del macho se encuentra en la base de las patas y en las hembras en el esternón.